# Skipper Skræk
|  | For filmen af samme navn, se Skipper Skræk (film fra 1980) |
Skipper Skræk (originaltitel: Popeye the Sailor) er en amerikansk tegneseriefigur skabt af Elzie Crisler Segar. Figuren optrådte første gang d. 17. januar 1919 i King Features' daglige stribe Thimble Theatre. Striben var igang med sit tiende år, da Skipper Skræk havde sin debut, men den énøjede sejler blev hurtigt en af de primære karakterer, og Thimble Theatre blev en af King Features' mest populære serier 1930'erne. Efter Segars død i 1938 fortsatte Thimble Theatre (senere omdøbt til Popeye) af adskillige andre forfattere og tegneserietegnere, hvoraf Segars assistent Bud Sagendorf er den mest berømte. Striben bringes stadig på søndage, skrevet og tegnet af R. K. Milholland. De daglige striber er genoptryk af gamle Sagendorf-historier.
Skipper Skræk er stærk, men får endnu større styrke, når han spiser spinat. Han er iført matrostøj og matroshat, og har ofte en pibe i munden. Hans store kærlighed er Olivia, som han ofte må redde fra Brutus.
I 1933 brugte Max Fleischer Thimble Theatres karakterer i en serie af Skipper Skræk tegnefilm for Paramount Pictures. Disse tegnefilm var blandt de mest populære i 1930'erne, og Fleischer Studios, der senere blev Paramounts eget Famous Studios, fortsatte produktionen frem til 1957. Skipper Skræk-tegnefilm produceret under anden verdenskrig inkluderer propaganda for De Allierede, hvilket var almindeligt for tegnefilm på dette tidspunkt. Tegnefilmene ejes nu af Turner Entertainment og distribueres af søsterfirmaet Warner Bros.
Over årene har Skipper Skræk optrådt i tegneserier på tryk og i tv, computerspil og hundredevis af reklamer, og som ansigt på spinat og slikcigaretter, og i en spillefilm fra 1980 instrueret af Robert Altman og med Robin Williams som Skræk. Af øvrige personer er Vimmer, der spiser bøfsandwich, og Skræks søn Grønært.
Charles M. Schulz udtalte at, "jeg mener at Skipper Skræk var en perfekt tegneseriestribe, konstistent i tegnestil og humor". I 2002 rangerede TV Guide tegneserien som nummer 20 på deres liste over "50 Greatest Cartoon Characters of All Time" list.
Temasangen til figuren er "I'm Popeye the Sailor Man", der er skrevet på "The Sailor's Hornpipe" af Sammy Lerner i 1933 til Fleischers første Skipper Skræk-tegnefilm.